# 全美航空405号班机空难
全美航空405号班机空难发生于1992年3月22日，肇事飞机为福克F28-4000系列，注册编号为N485US。事发前该航班定期往返于美国纽约州拉瓜地亚机场和美国俄亥俄州克里夫兰霍普金斯国际机场。事发当日，该航班从拉瓜地亚机场起飞后不久即在恶劣天气中導致坠毁于纽约法拉盛湾。 虽然飞机的起落架已收回，但是由于未能获得足够的升力，距离地面仅数米，最终偏离航向，撞击数个障碍物后坠落在近离跑道末端不远处的法拉盛湾。机上51人中，包括机长及一名乘务人员在内一共27人罹难。
后续的调查将事故原因归咎于机师失误、拉瓜地亚机场错误的除冰措施，以及由于数个较长的延误导致机翼和机身堆积了大量的冰。堆积的冰扰乱了通过机翼的气流，增加了阻力的同时也减弱了升力，最终阻碍飞机起飞。美国国家运输安全委员会（NTSB）认定机组人员对于在延误期间机身上积累的冰层情况并不知晓，并指出，此次航班在低于标准的速度过早进行起飞时的爬升也是促成事故发生的因素之一。
调查人员还发现拉瓜地亚机场的除冰措施不符规定。尽管此次航班遇到了长达35分钟的延误，但是他们发现该机场——以及全美大多数商业航空公司——所使用的除冰液的有效时间仅能维持15分钟。此次事故促使研究人员更加深入地研究冰对航空器的影响，最终做成了多项改进意见。

## 历史记录

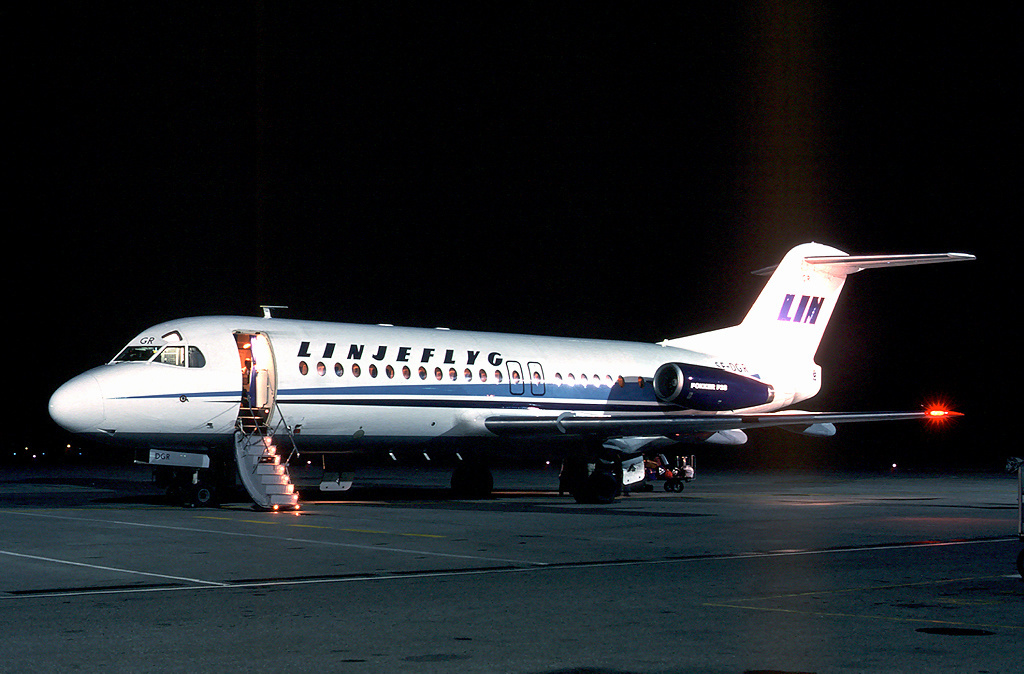
与失事飞机类似的福克F28型客机

肇事飞机为荷兰飞机制造商福克所设计的福克F28-4000系列。该系列飞机配备双引擎，最大载客量为95人，通常用作中程客机。肇事飞机在美国的注册编号为N458US，最初于1986年为彼得蒙航空（Piedmont Airlines）所有，1989年彼得蒙航空被全美航空（当时称作USAir，后于1996年更名为US Airways）收购，原有机队全数划归全美航空所有。在事故发生前，該機累積了12462小时的飞行时间。
事发时机长为44岁的华莱士·J·马尤尔二世（Wallace J. Majure II）拥有F28和其他四种飞机的执照，总共积累了9,820小时的航时，其中2200小时是驾驶F28所获得的。马尤尔于1985年受聘于彼得蒙航空，最初为副机长，驾驶F28客机，晚些时候他被公司重新分配，驾驶波音737型客机，后升职为机长。最终由于公司削减开支被重新调职，驾驶F28客机。《纽约时报》报导称：
|  | 马尤尔渴望使乘客满意，如果他使乘客们开心那也会使他的航空公司满意。他曾多次向他的朋友们表示，对于他而言，能使旅行者能够准点到达目的地是多么的重要，以及他对全美航空（USAir）的准点率是多么的满意。同事一直也认为他是个按章办事、十分谨慎的飞行员。 |

事发时副机师为30岁的约翰·J·拉楚巴（John J. Rachuba），于1989年受聘于彼得蒙航空。根据全美航空的记载，事发前拉楚巴共积累了4507小时的航时，其中驾驶F28型飞机29小时。他持有双引擎客机飞航工程师执照，以及一个于1987年8月16日颁发、事发时已过期的教练执照。他还持有联邦航空管理局（FAA）颁发的非联邦机场塔台的指挥执照。更早前他在波音737及波音727系列客机上担任随机工程师一职。

## 事故经过

### 恶劣天气、除冰及滑行过程中造成延误

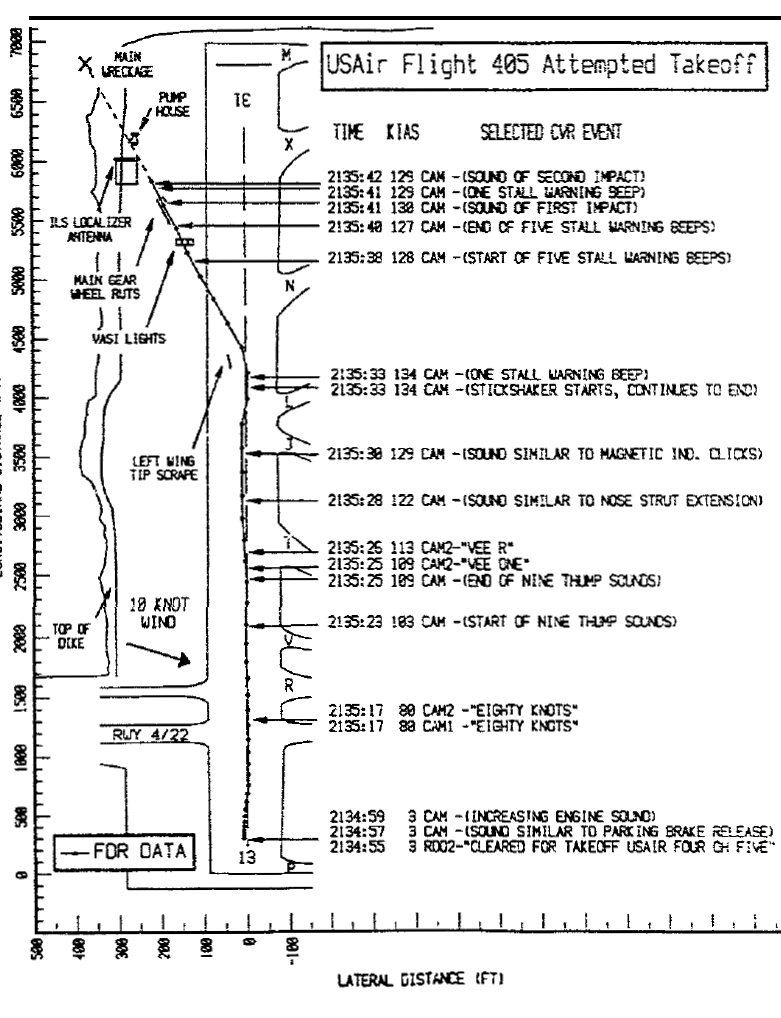
美国国家运输安全委员会绘制的图表。如图所示，飞机偏离跑道向左并撞上一个水泵。

事故前数个小时，飞机离开美国佛罗里达州杰克逊维尔国际机场，尽管起飞被恶劣天气和移除一名未有登机的旅客的包裹所延误。飞机顺利使用仪表进场方式着陆，虽然在空中等待时间不久，但是在拉瓜地亚机场滑行预位受到延误。
晚点一时零六分后，飞机到达B1登机口，机长告知陆上技师他的飞机“状况良好，可以起飞”，地勤人员于是下机使用陆上设施进行除冰，在此期间天气并未有所好转。除冰所使用的是I型除冰液，即水与乙二醇以1：1比例混合並加温得到的液体。除冰完成后，两辆除冰车之一出现机械故障，接近二十分钟无法移动，飞机因此受到延误。
当除冰车修理完成，尽管地勤人员并未有进行绕机检查（全美航空公司内部也没有强制要求），但机长再次请求进行除冰。第二次除冰完成后，拉瓜地亚机场地面控制人员允许全美航空滑行至第13跑道。机组人员在滑行时完成了飞行前检查表。
两个引擎的除冰设施在滑行过程中全被开启。机长向旅客通报称，襟翼在起飞时将保持收回状态，若有乘客观察到此现象不必担心。他在襟翼的操作手柄上放置了一个空的咖啡杯用来提醒自己目前襟翼的位置，许多机师都使用这种方式。机长告知副机长，他们应该使用全美航空关于受天气影响的跑道的标准起飞方式，包括襟翼角为18度，以110节（203.72千米每时）、略低于标准V1速度起飞。
拉瓜地亚机场的天气报告表明事发当夜，所有滑行道上都覆盖了薄薄的一层雪。尽管第13跑道已经经过除雪作业、喷洒尿素及铺设沙子，上面仍然残存一层湿雪。
副机师拉楚布卡描述天气情况为「落雪不大，无较大雪花」。他告知塔台方面雪正从飞机上滑下，机鼻上覆盖着一层苍白的冰面。在起飞前，他屡次使用机翼上的灯来检测机翼上是否残留冰层。他和机长都没有在机翼和专门为了方便目视除冰情况的黑色带上发现残冰，于是放弃了进行第三次除冰操作的打算。事后拉楚布卡告诉事故的调查人员，他“检查机翼大约十次，但最少也有三次”，并称他并不认为雪下的很大，也不记得有风在扬起雪花。副机师声称在滑行至跑道的过程中他屡次回头查看机翼的状况，在起飞前“（机翼）看上去不错，黑色带也很干净“。 
在滑行至跑道的过程中，机长和副机师交流了除冰步骤。副机师称，起飞队列前一架飞机“（起飞时的气流）可能带走机翼上的残冰”，机长回应称，“这也可能使我们的机翼重新结冰……我不希望和它距离太近”。晚些时候，副机师评论到：“看看那些东西。那都是什么啊？”机长回复：“我猜是沙子，尿素和沙子。”
全美航空405号班机后面的波音757飞机（西北航空517号班机）的机长称，从他的角度可以清晰地看到405号班机的机翼顶部，他宣称在机舱上有足够多的雪，以至于机身涂装看上去都有些模糊，但是机翼上的确看上去是干净的。他相信雪“突然停了”，因此相比天气情况，他更担心陆上的车辆，比如扫雪车和铲雪车。川普接驳航空（Trump Shuttle）1541号班机在405号班机滑行时降落，该班机的二副驾驶宣称他们的波音727客机“在进行降落后的绕机检查时积累了不少的雪，但当绕机检测完成后又更像是雨”。他描述405号航班“相当干净”，他不能保证没有冰层，但是至少机翼和机身上面都没有雪堆积。
全美航空405号班机已经延误了几个小时，然而在滑行至跑道的过程中收到机场流量的延误。恶劣的天气给拉瓜地亚机场带来了巨大的流量，车报道等待起飞指令的飞机排起了长队。调查人员估计，从登机口到跑道需费时25至45分钟。

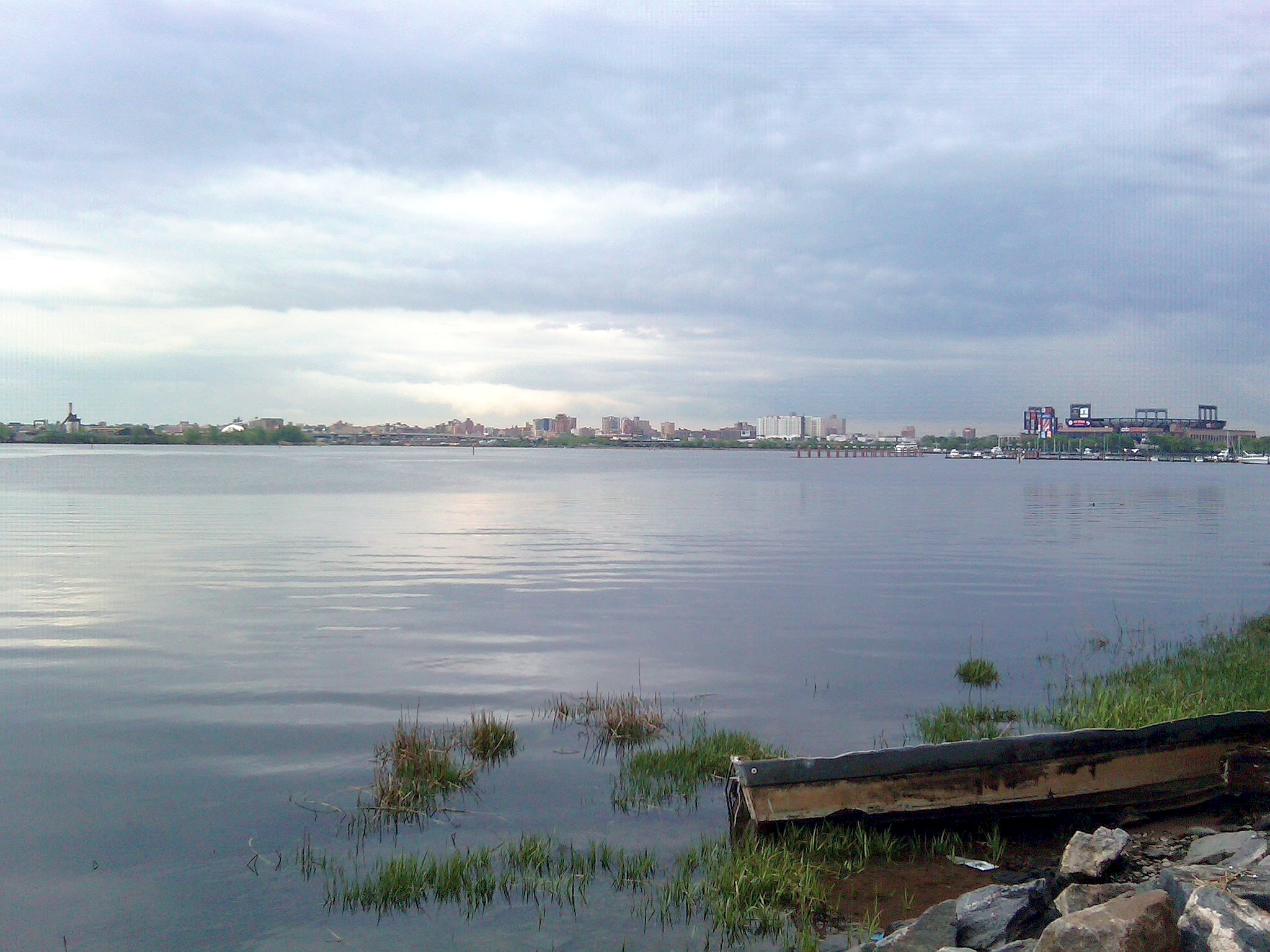
纽约州法拉盛湾，坠机事故现场

### 坠机
在空管员放行后，机组人员开始准备起飞，副机师叫80节（以确保机长和副机师的航速显示一致），几秒钟后叫V1，然后叫VR。大约在叫VR后的2.2秒，头部的起落架离开地面。最终报告指出，“根据副机师的描述，从起飞一直到抬升机头时一切如常。他声称这个过程中没有明显的震动、速度的变化、周遭的噪音，（或者）方位变化”。然而，据《纽约时报》报导，「几名乘客觉察到（飞机的）航速似乎不够快」。
副机师称，事故发生“就像失去升力一样”。机长尝试使机翼保持水平，机组尝试使用右舵来操控飞机使其返回地面。事故报告称：“副机师所述，（机组）似乎都认定无法继续飞行，他们的操作是一致的”。拉楚布卡和马尤尔继续尝试抬起机头，以小俯仰角冲击地面，尽管拉楚布卡事后声称他们没有“过量用力操控”。最终事故报告进一步指出，“副机师声称他本人没有触碰动力杆”。副机师在时候告诉调查人员，当时机组人员主要集中精力寻找可供安全降落的地方。
就在起落架离开地面五秒钟之后，飞机的左机翼与沥青跑道产生长达110英尺（约33.5米）的摩擦，并触发了振杆器（提示航速过低），在飞机先向左倾、后右倾，最后再左倾后，机组人员收到六次失速警报，此时距离地面仅有数米。飞机撞击了两个目视进场斜率指示杆后以着陆姿势再度航行了约100英尺（约30.5米）。不及机师再次爬升，飞机撞击了仪器着陆系统（ILS）的信号塔和一个水泵房。
在机身撞击到法拉盛湾的岸边之前，左翼从机身脱落，最后倒置坠落于法拉盛湾。部分机身和驾驶舱浸没在水中。一些旅客只受到撞击带来的皮外伤或者不致命的伤害，但是迷失方向，困惑和无法解开安全带最终导致了他们的溺毙。最终报告写到：
|  | 在撞击前，乘客们都没有想到要使用防冲击姿势。当飞机停稳后，许多前排的乘客处于悬空、头朝下的姿势，而很多坐姿端正的乘客的头部因此被水淹没。一些旅客尝试在不解开安全带的情况下挪动位置，还有一些旅客由于丧失判断力，难以找到安全带的卡扣或者难以释放安全带。事故后，有乘客追忆，飞机的前左前部和尾部都起了火，甚至水上面也漂浮着零星的火苗。他们声称是从机舱撞击后产生的大洞处逃生的。乘务长和副机师是从乘务员坐席机舱地板处的洞口逃生的。据报导，有几位乘客曾帮助其他受困乘客逃离飞机残骸。他们中的许多人先是走到一处排水沟，翻身爬上防波堤，然后滑下一个陡峭的正对跑道的斜坡。还有的人是被地面的工作人员从水中救起。 |

### 援救行动

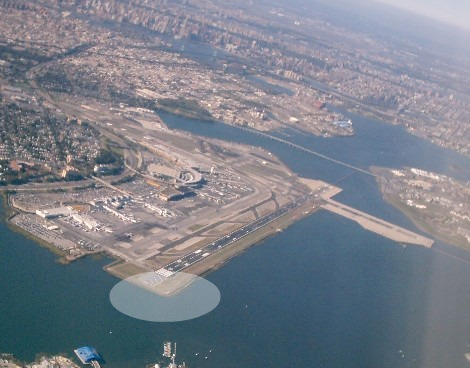
圈出的地方为事发地点

塔台的车辆调度称，在事发后他看到坠机地点迸射出一个火球，他立刻拉响警报，通知纽约－新泽西港务局警署（PAPD）。调查发现拉瓜地亚机场的紧急电话在事发时存在技术故障，但是并不影响后续的事故处理。
纽约－新泽西港务局警署最初派遣了四部车辆。在车职员报告称雪和雾影响了可见度，没法看到飞机残骸。但是一位消防员看到了事发地点附近有人站在堤坝的顶部。警方派出的蛙人也在同一时刻下水搜查，但是未能在机舱内或者水中发现生命迹象。消防队员继续扑灭火焰，火场指挥员估计在他们到达现场十分钟后火灾就得到了控制。《纽约时报》报导称：
|  | 事故产生了大量黑烟笼罩在机场上空，与此同时二百多名急救工作者……不但要与大雪抗争，还要应对法拉盛湾的冰水水流……搜救工作持续到早上，许多消防员和警员站在齐肩深的冰水中，直升机打着探照灯照在飞机残骸。跑道末端的土丘上覆盖了一层冰，由于过于湿滑，营救人员必须使用铁梯来绕过。 |

美国国家运输安全委员会的报告提到了在事故现场的医疗工作。报告指出，医护人员仅仅对于那些有知觉的伤者进行看护，而对于那写看上去像是溺毙的、亦或是看上去没有生还希望的人则不进行照料，因为他们认为这些人在冰冷的盐水中浸泡过久，无法恢复精神。当局估计，在事故现场有约十五辆救护车在向医院运送伤员。事故现场附近还有四十余辆救护车，但没有必要派遣。事故报告指出，事故的应急反应是“有效的，为乘机者的生还做出了贡献；但是应急医疗服务职员未有协调一致，救护车的响应时间也相对较长。”
最终报告写到：
|  | ……分类救治的基本原则是让那些存在生命危险的伤员优先受到救治，并且以最有效的方式优化有限的医疗人力资源。然而，本委员会（美国国家运输安全委员会）发现，在近几年的事故中，有一定数量溺于冷水中的伤员也被成功救活。他们都曾溺于水下（包括盐水下），时间最长者长于一小时。介于这类事实，本委员会认为，所有应急处理机构都应该重新审视其对于偶发事件的应急处理计划。如果现场应急处理人员足够多，即便是遇到有大量伤者的情况下，不论他们是否存在明显的生命迹象，对于伤者都应当实施心肺复苏术，特别是在病患的外伤不足以致死，而他们在事故中跌落入冷水，或是临近溺毙的情况下。 |

## 事故调查
美国国家运输安全委员会向事发现场派遣了一組调查队。他们得出的结论是，机组人员所不知道的是，机翼上堆积了冰层，而这层冰扰乱了气流，减小了升力。整个调查持续了不到一年。

### 冰层的堆积
调查人员假设了多种飞机无法获得升力的原因，但是调查报告中没有迹象显示机翼处存在腐蚀。经过检测，事故班机的飞行控制系统除了在撞击中受到损坏外，其自身在事故时并无问题。报告指出，“所有的证据都不足以说明机翼装配存在缺陷、机身结构或机身系统存在缺陷，以及使用减速器。”调查人员还指出起飞时的仰转存在异常情况。委员会得出的结论是冰层堆积在机翼上，这是事故发生的主要原因。
委员会发现，拉瓜地亚机场两次除冰的过程不存在问题，然而距离最后一次除冰和起飞之间相差三十五分钟，而起飞的过程导致雪在低于冰点的情况下持续在机翼堆积。委员会未能测定自最后一次除冰和起飞期间堆积了多厚的冰，但是他们认为很可能是“在三十五分钟间，冰层的堆积导致了事故的发生”。
最终报告表明，“本委员会审视决定性的证据后认定，事故发生的主要因素在于机翼收到冰层污染后空气动力学性能减弱。因此，本委员会评估了机组人员在此期间所做出的决定和实行的步骤对于促成事故的程度。”尽管在检测机身时调查人员发现飞机发动机的除冰开关在“关闭”的状态，但是后续调查发现轻微的外力即可移动开关，故委员会将此问题排除在外。事故后，全美航空发布了一项维护指令，要求更换其下机组中所有F28系列飞机的除冰开关，使其不会受到外力的影响。
调查人员发现F28系列飞机的机翼设计中存在的瑕疵使它们极其容易受到冰的影响。由于机翼存在角度，即便是机翼上堆积了很少的冰都可能导致灾难性的后果。美国国家运输安全委员会和飞机制造商福克公司的联合调查结果显示，在冰粒直径为一至二毫米间、冰粒密度为每平方厘米一粒的情况下，飞机的升力会减少超过百分之二十。福克公司在事故前发布的文档详细地说明了冰对于F28系列飞机的机翼存在的潜在影响，并警告称机翼上很少量的冰就可以导致飞机“失控并翻转”。

### 机组失误
事故报告发现，机组人员意识到恶劣的天气很可能会导致冰层堆积，但是不论是机长还是副机师，他们都没有采取措施检查机翼前缘和上表面。地勤人员评估了飞机的情况然后进行除冰。根据调查人员的报告，在除冰车辆出现故障后，机长要求再次除冰，有迹象表明：
|  | ……（他）对于持续下雪感到忧虑，要求再次除冰的决定是相当稳重的，也符合全美航空的规章制度。第二次除冰后，机组人员很可能对於飞机的附着物污染情况感到满意。机组人员不能预想到他们在起飞前会遇到延误，所以他们离开登机口的举措是合理的。在开始滑行、再次遇到延误的迹象开始变得明显时，机组人员间的对话表明他们知晓、并且可能也担心雪重新在机翼上堆积。 |

他们还发现全美航空的指引和机师的培训是合适的，这本应当警告机师在不知晓机翼是否干净的情况下冒险飞行可能带来的风险。全美航空对机组人员的指引特别指出：
|  | ……机长有责任在起飞前提出警告。如果自除冰开始超过二十分钟依旧无法起飞，应对机身（冰的）堆积情况进行仔细检查，以确保飞机能够安全起飞，同时也符合既存（规章制度）。 |

最终报告指出：
|  | 本委员会认为，全美航空405号班机的机组成员本应该采取更明确的措施以确保机翼并未收到冰的污染，例如，进入机舱近距离观察机翼。尽管本委员会承认通过目视检测微小数量——但足以影响空气动力学效率——的机身污染可能比较困难，不通过触摸可能无法感知，但是在机舱内近距离观察可能可以增加发现机身污染、进而促使机组人员做出再次除冰决定的機率。本委员会认定，机师未能有效地利用这些预防措施，在未能确保机翼未受到附着物污染的情况下冒险起飞是此次事故的原因之一。 |

在电视采访中，一名美国国家运输安全委员会的调查人员表示，「机长面临一个大问题。如果他想要再次除冰，他必须离开（等待起飞的）队伍，重新滑行到泊位并再次除冰。这可能使他的航班晚点很久，甚至可能会因此而被取消。」
美国国家运输安全委员会多次进行测试以了解为何副机师未能看到机翼上堆积的冰层。当驾驶舱的滑窗全部打开时，副机师可以看到约百分之八十的机翼，包括用来目视除冰情况的黑色带。如果如事故发生时一样滑窗是关闭的，那么想要看清机翼的细节部分是很困难的，黑色带也会由于玻璃的弧度而扭曲变形。他们还发现翼灯可能会对副机师的视野产生影响。
调查人员亦要求福克公司对于冰层污染对于机师驾驶所造成的影响进行研究。美国国家运输安全委员会评估了研究的数据，发现机师在119节时即开始仰转，早5节于正常仰转速度（VR，此处为124节）。福克公司的数据和驾驶舱通话记录仪的记录向结合，确认了这点。根据驾驶舱通话记录仪，副机师叫出的VR为113节，机长在119节时开始仰转。并不能确定为何副机师会比标准情况早叫VR。

### 拉瓜地亚机场的除冰步骤
调查人员还关注到拉瓜地亚机场的除冰步骤。他们发现机场方面仅仅使用I型除冰液，而不是II型除冰液。I型除冰液仅仅能进行除冰，而II型除冰液会防止冰层在机身上堆积。拉瓜地亚机场方面禁止使用II型除冰液，他们在测试后认为II型除冰液一旦滴落到地上则会减少机场跑道的摩擦力。调查人员注意到这个机场方面设置这个禁令的真实原因在于拉瓜地亚机场的第13跑道相对比较短，如果飞机离开跑道边缘飞机即会落入法拉盛湾冰冷的水中。事故报告中，调查人员批评大多数美国的航空公司仅仅依赖I型除冰液来防止冰层堆积，而不使用II型除冰液。委员会证实，I型除冰液和II型除冰液的确都能够在第一次起飞前除去大量的冰，并称：
|  | 关于I型除冰液和II型除冰液的潜在用法存在着大量的看法。使用I型除冰液之所以会引起本委员会的担忧是在于，在特定情况下。它的附着于机体的时间远小于II型除冰液的附着时间。两种除冰液都存在着对于环境影响的担忧，而且由于除冰液在起飞时都会脱落，故尚不能确定II型除冰液是否会减小跑道上的摩擦力。使用上述两种除冰液还会导致减弱机身的空气动力学表现，减小飞机的失速范围，以及增加阻力。 |

### 机载《安全须知卡》的错误

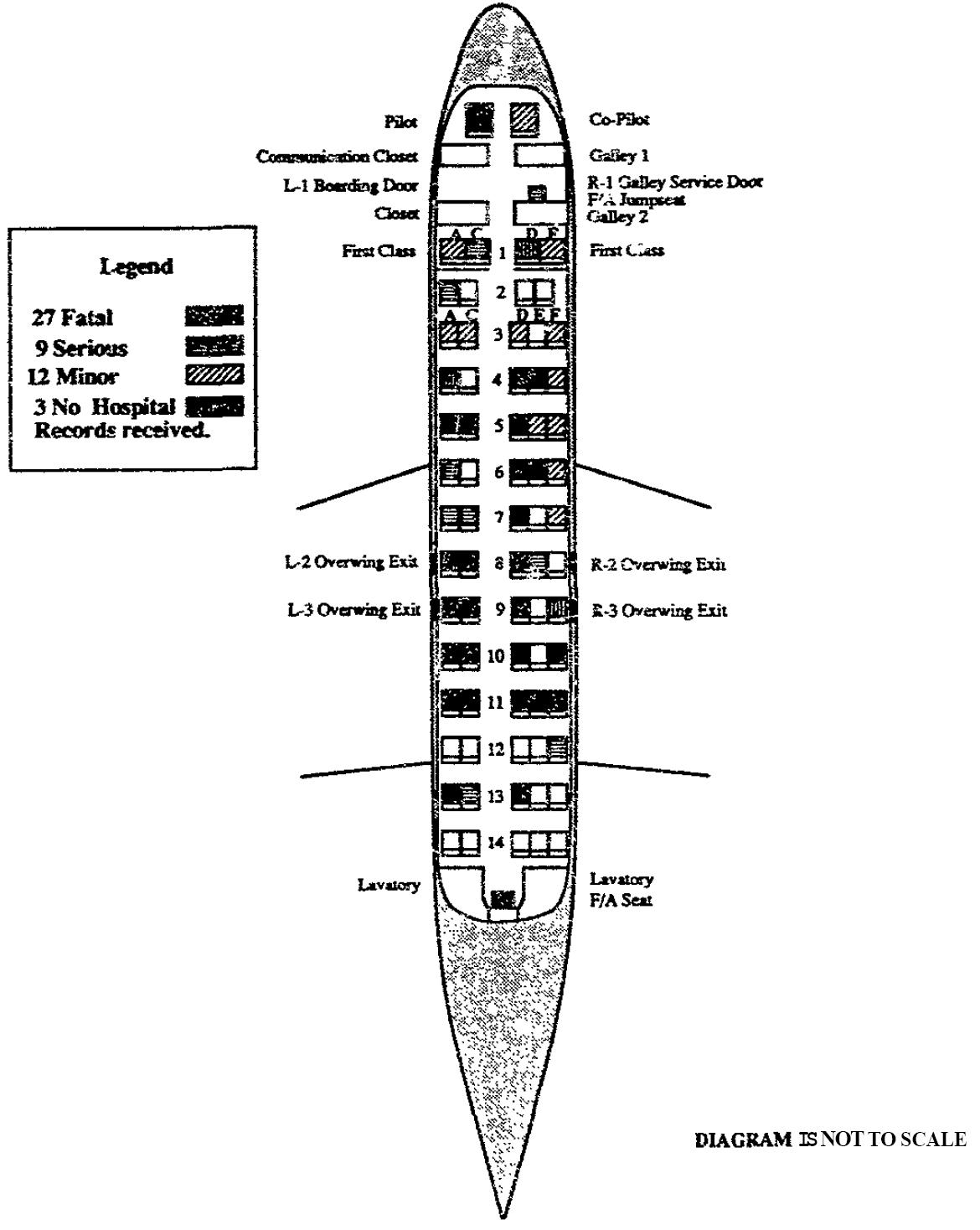
美国国家运输安全委员会关于全美航空405号班机的死伤人数的图表。

调查人员还发现全美航空405号班机搭载的《安全须知》卡片上存在着错误，虽然并不是那次导致那次事故发生的原因。《安全须知》卡片上显示F28客机上存在着两扇厨房门，但事实上任何F28型客机只会配备两扇门之间的任意一扇。检测还发现《安全须知》卡片上并没有标注如果无法以正常方式打开门，如何在紧急情况下将其开启。最终报告指出这些错误“并不是造成事故发生的原因”。

### 结论
美国国家运输安全委员会的最终报告认定的导致事故发生的原因在于：
|  | ……飞机制造业和美国联邦航空局未能提供给机组行之有效的过程、要求，以及起飞延误的标准。在今次事故中体现为，起飞延迟导致了机身结构积累冰层，机组人员在并不清楚机翼状况的情况下在延误三十五分钟后坚持起飞。机翼上的冰层污染最终影响到了飞机的空气动力学效率并失速，以及在起飞后机师对飞机失去控制。机师在低于标准仰转速度进行仰转也是事故发生的原因之一。 |

## 事故后续

### 美国国家运输安全委员会的建议
美国国家运输安全委员会（NTSB）向美国联邦航空局（FAA）提出多项建议，其中包括要求“机组人员以及对飞机机翼检查的地勤人员应受定期教育以知晓机翼污染，以及在不同光照情况下不同程度的污染的外在表现”。他们还要求“航空公司需要建立一种告知机组人员除冰液的种类、当前的湿气堆积速率以及延期时间的机制。”
至于事发时飞机撞击的障碍物，委员会要求拉瓜地亚机场修改或者更换“所有临近第13跑道或第31跑道的水泵房，以使其不会对飞机造成障碍”，并且要求对于“为拉瓜地亚机场建立易碎的仪表着陆系统天线阵列的可行性”进行研究。委员会还要求对福克F28-4000系列飞机的《安全须知》卡进行评估“以确认他们清晰准确地描述了机舱前部两扇门在正常情况和紧急情况下的使用方式，以及清晰准确地描述了机翼处紧急出口的使用方式”。

### 德赖登事故调查报告的主张
此次事故在国家地理频道的《空中浩劫》中演绎，并与在加拿大安大略省德赖登发生的安大略航空1363号班机空难进行比较。德赖登空难发生前，机组人员未有对机身进行除冰操作。纪录片开场时称，加拿大的调查人员听闻全美航空的空难时感到“震惊”，因为它几乎是三年前安大略航空德赖登空难的翻版。
德赖登事故的调查报告批评当时机场的除冰措施。它提出多项建议，包括用II型除冰液代替I型除冰液，除冰车辆在跑道处待命而不是在泊位待命，以及机组人员应不仅从驾驶舱检视机翼，而应该还要在客舱内检视。调查报告将事故发生的原因归咎为商业利益介入安全规定以及业界草率及值得质疑的措施最终使机长陷入困境。
参与调查及编写事故报告的维吉尔·P·莫襄斯基法官在《空中浩劫》中声称，如果他所编写的事故报告中的建议被采纳的话，全美航空的空难将不会发生，并称他的报告“很可能在（美国联邦航空局）某人的桌子上”。他说，“当我最初听到（全美航空空难）时我在想，天啊，这就是德赖登空难的翻版啊……如果他们能够采纳德赖登空难调查报告中提出的建议的话，全美航空405号班机的空难本来是可以避免的”。
另一位调查人员在纪录片中称，“在（调查德赖登空难）后，我们做出了这么多的努力还是看到类似的事故重现是十分令人困惑不解的。”纪录片中对于这些断言花了比较大的篇幅来描述，但是美国联邦航空局否认了莫襄斯基法官的说法，声称从未收到过他的报告。

### 飞机在地面除冰的国际会议

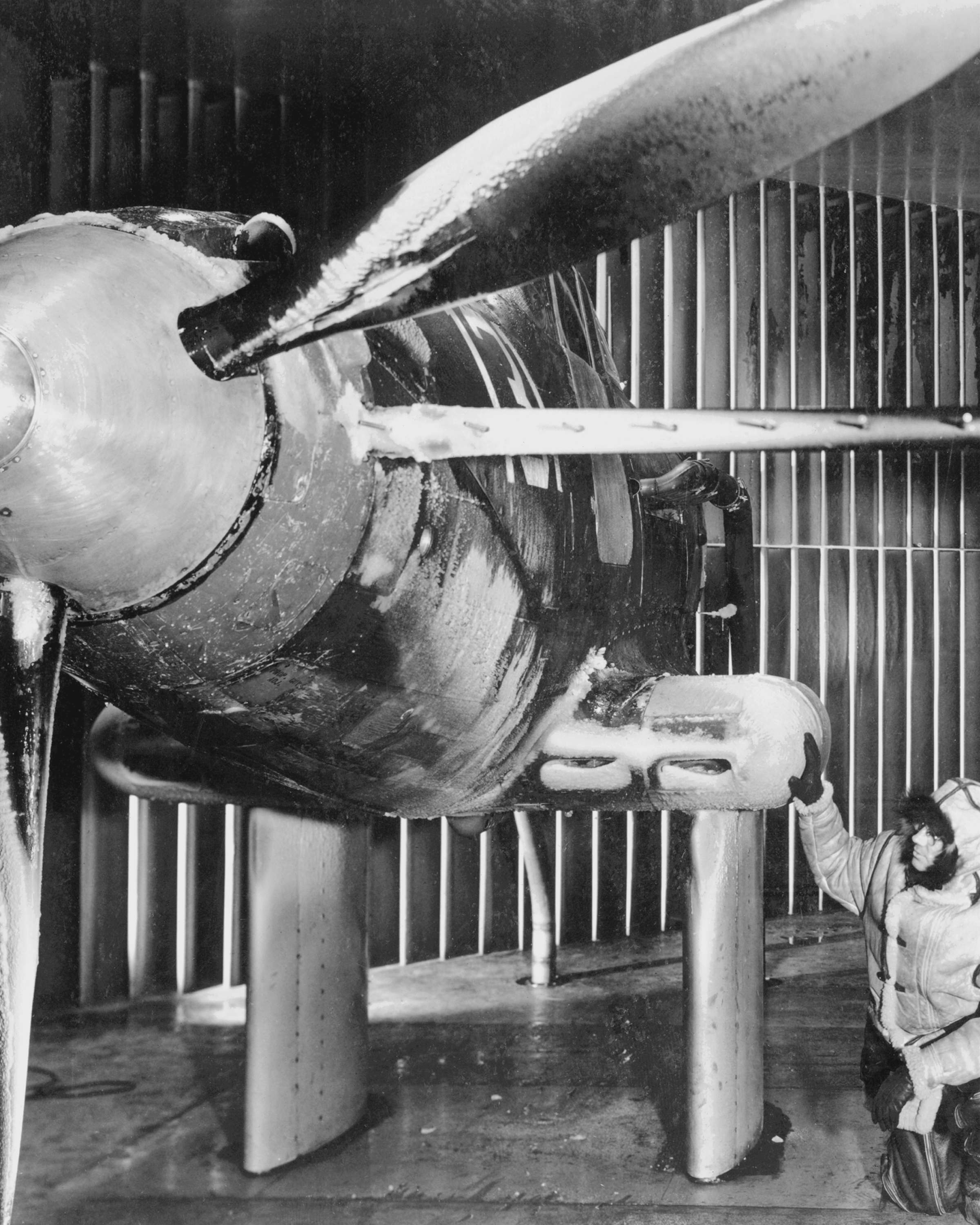
飞机螺旋桨和机身表面的积冰。摄于美國國家航空諮詢委員會。

在安大略航空1363号班机空难和全美航空405号班机空难发生后，美国联邦航空局开始研究改进机场的除冰措施以减少由于积冰造成的事故。
美国联邦航空局将此研究描述为“专注的成果”。在1992年5月28日，专家被邀请到弗吉尼亚州莱斯顿参加国际地面除冰会议。在会议上，长、短期除冰方式都经过了讨论，并最终达成了共识。联邦航空局的报告说：
|  | 更好的了解飞机在地面除冰和防冰程序是履行安全改进的重要先决条件。为了达到这个目标，本局赞助了一个能使国际航空业者交换想法、提供多个问题的安全建议的会议。［会场内］有超过750名与会者一同探讨了关于飞机除冰的多个问题，并逐一检验了可行方案。 |

据报道，会议探讨了多种种类的除冰液，以及多种除冰的技术设施。专家们还发现机长有绝对的权利可以要求起飞，但所有的操作员都必须受训以能够给机长提供准确的信息以供其参考。
会后，美国联邦航空局修订了规章制度，要求所有的航空公司都必须在存在冰、雪及雾的情况下使用航空局批准的地面除冰液或者地面防冰液。新修改的规章制度在1992年11月1日正式生效。

### 除冰技术的发展

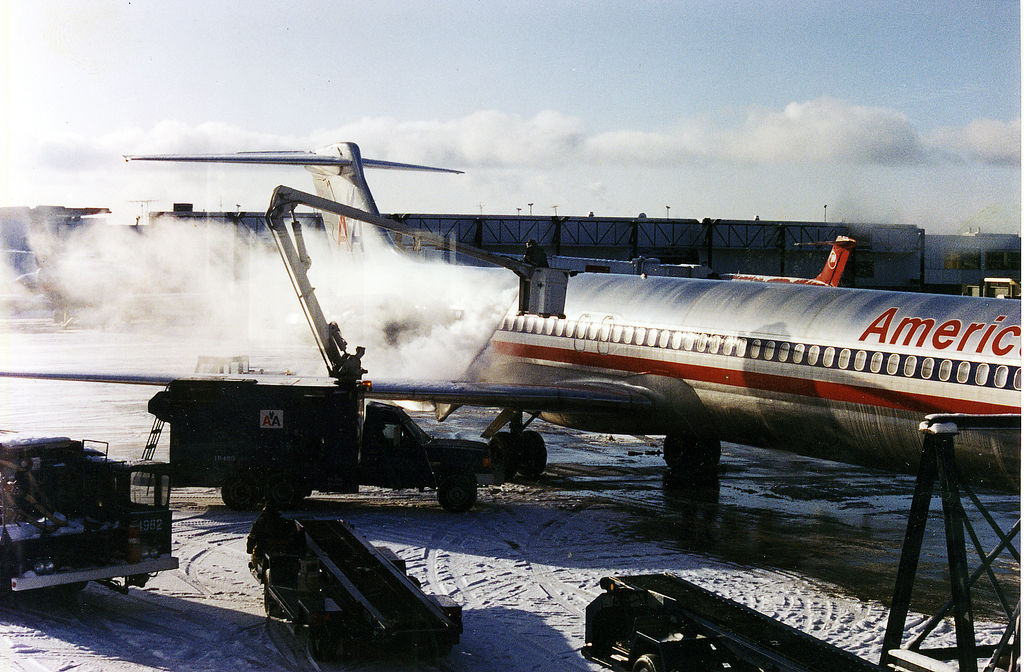
美国航空的一架麦道-80在锡拉丘兹汉考克国际机场接受除冰。

事发一年后，航空公司开始使用比I型和II型除冰液更有效的IV型除冰液。IV型除冰液能在机身最长附着两小时。美国芝加哥奥黑尔国际机场首创在跑道附近安装除冰设施，现今已成为普遍做法。
飞机自身开始采纳更加复杂的除冰系统，不仅仅可以在地面除冰，还可以在空中进行除冰。许多现代固定翼民航运输机，比如波音737系列飞机，在机翼边缘、飞机引擎进气口和机载天气探测器上安装了专门的系统，使用热空气进行除冰。机身附着的冰从引擎中流出，并倒入到被除冰表面下方的洞中。热空气还能使机身表面维持在零上数摄氏度，使冰层难以在机身表面堆积。这个除冰系统是自动操控的，当飞机飞入飞出潜在的结冰环境时会自动开关。
地面除冰技术也在发展，新的技术包括红外线除冰。通过电磁波，能量被传导到机身。红外线时肉眼不可见的，并且以直线从热源到受热点直线传播，而周围的空气温度不会升高过多，这样减少了热量的散失。当红外线射中了目标物体，能量以热能的形式释放，释放出的热能或是被物体表面吸收，或是被反射。能量不断在“热”和“冷”的区域传播，直到这些区域的温度相同为止（称为“平衡”）。目标表面越冷，红外线越能有效传播热量。热量传导的机制实质上比传统的除冰机制（对流和传导）要快。
飞机除冰车辆也在事故后得以升级。现时除冰车辆通常拥有一个罐车，罐内包含除冰液，以及稀释除冰液的水。通常车辆还有一个车载式吊车，方便操作人员更加全面地清理飞机表面的积冰。通常情况下，一辆新型除冰车辆完全清理一架波音737系列客机需要不到十分钟。机场的跑道也配备了连接在机械臂上的除冰喷头，喷洒范围足以覆盖整个跑道，减短了跑道不可用的时间。

## 類似事故
- 復興航空791號班機：同為ATR-72型飛機，2002年12月21日凌晨從台北飛往澳門途中，因遭遇積冰問題而失事墜毀於澎湖外海。
- 中國東方航空5210號班機空難—2004年由于机翼冰层污染且未有除冰，在起飞后不久即坠机；
- 美鷹航空4184號班機空難—1994年由於飞入未预见的结冰环境，最终坠机；
- 安大略航空1363號班機空難—1989年由于起飞前未有除冰，最终坠机。
- 飛箭航空1285號班機空難 -從加拿大起飛前往坎貝爾堡不久即失速墜毀，機上所有人罹難
- 聯合航空快運2415號班機空難 從西雅圖經雅基馬飛往帕斯科的英國宇航捷流31在帕斯科三城機場跑道外400英尺處墜毀
- 北歐航空751號班機從 斯德哥爾摩阿蘭達機場飛往華沙的通勤航班。造成92人受傷。